# Darknet
Darknet är ett paraplybegrepp som beskriver delar av internet som inte är avsedda för offentlig visning. Darknet är ofta förknippat med den krypterade delen av webben, där ip-adresser anonymiseras och användares aktivitet är svår att spåra. På Darknet äger svarta affärer och annan olaglig handel rum, såsom de ökända onlinedrogbasarerna Flugsvamp och Silk Road. Betalningsmedel är ofta kryptovalutan bitcoin. Anonym kommunikation mellan visselblåsare, journalister och nyhetsorganisationer underlättas av Tor-nätverket. Internetanvändare kan inte hamna på Darknet av en slump – att ta sig in på Darknet kräver både specialkunskap och ett aktivt beslut.
Ett annat exempel på internettillämpning som ingår i darknet är programmet Waste, som både används för fildelning och krypterad chatt.

## Uppbyggnad och begrepp
Begreppen deep web och darknet blandas ofta ihop. Darknet syftar i huvudsak på de krypterade nätverk som finns på deep web, den del av internet som inte ingår i sökmotorernas index och som därför inte kan nås med exempelvis Google. Deep web består av webbplatser med dolda IP-adresser, vilket innebär att användaren behöver särskild programvara för att kunna nå dit.
Till skillnad från webbsidor på ytwebben och deep webb kan internetanvändare inte komma åt webbsidor på Darknet med sin vanliga webbläsare. För att besöka Darknet behövs till exempel anonymitetstjänster som Tor, I2P eller Relakks. Tor ser till att all data krypteras flera gånger samtidigt som den studsar mellan olika Tor-användares datorer. Det gör det nästintill omöjligt att se från vems dator en webbsida besökts eller ett meddelande skickats.
Darknet är uppbyggt av webbplatser som döljer sina IP-adresser, vilket är möjligt med domänsuffixet .onion.
Begreppet Darknet är ofta förknippat med olagliga aktiviteter. Detta inkluderar illegal spridning av film, musik, spel eller andra typer av datorfiler, droghandel, vapenförsäljning och barnpornografi och annan typ av kriminell verksamhet. Men att Darknet ofta associeras med brottslighet betyder inte att Darknet som nätverk är olagligt. Det finns också fördelar med anonymiteten. Denna del av internet har till exempel också hjälpt människorättskämpar, journalister och visselblåsare att kommunicera när anonymiteten varit viktig för deras säkerhet.

## Historik
Termen darknet stammar från artikeln "The Darknet and the Future of Content Protection". Den författades år 2003 av forskare på Microsoft.